# Metastelma purpurascens
Metastelma purpurascens är en oleanderväxtart som beskrevs av George Bentham. Metastelma purpurascens ingår i släktet Metastelma och familjen oleanderväxter. Inga underarter finns listade i Catalogue of Life.